# Chaguaní (ort)
Chaguaní är en ort i Colombia.   Den ligger i departementet Cundinamarca, i den centrala delen av landet, 70 km nordväst om huvudstaden Bogotá. Chaguaní ligger 1 030 meter över havet och antalet invånare är 1 108.
Terrängen runt Chaguaní är kuperad västerut, men österut är den bergig. Runt Chaguaní är det ganska tätbefolkat, med 78 invånare per kvadratkilometer. Närmaste större samhälle är Guaduas, 13,2 km norr om Chaguaní. I omgivningarna runt Chaguaní växer i huvudsak städsegrön lövskog.